# Дискография на Туве Ло

## Албуми

### Студийни
| Заглавие       | Детайли | Позиция в класация  | Позиция в класация                                                                | Позиция в класация | Позиция в класация | Позиция в класация | Позиция в класация | Позиция в класация | Позиция в класация | Позиция в класация | Позиция в класация | Продажби      | Сертификации |    |    |                           |                           |
| -------------- | --- | ------------------- | --------------------------------------------------------------------------------- | ------------------ | ------------------ | ------------------ | ------------------ | ------------------ | ------------------ | ------------------ | ------------------ | ------------- | ------------ | -- | -- | ------------------------- | ------------------------- |
| Заглавие       | Детайли | Queen of the Clouds | - Издаден: 24 септември 2014 - Формат: CD, LP дигитален формат - Компания: Island | 6                  | 47                 | 17                 | 72                 | 49                 | —                  | 22                 | —                  | Продажби      | Сертификации | 17 | 14 | Свят: 500 000 - : 200 000 | - : Платинен - : Платинен |
| Lady Wood      | - Издаден: 28 октомври 2016 - Формат: CD, LP, дигитален формат - Компания: Island                               | 1                   | 21                                                                                | 14                 | 133                | 66                 | —                  | 16                 | 63                 | 40                 | 11                 | Свят: 200 000 |              |    |    |                           |                           |
| Blue Lips      | - Издаден: 17 ноември 2017 - Формат: CD, LP, дигитален формат - Компания: Island                                | 15                  | —                                                                                 | 78                 | —                  | —                  | —                  | —                  | —                  | —                  | 138                | Свят: 100 000 |              |    |    |                           |                           |
| Sunshine Kitty | - Издаден: 20 септември 2019 - Формат: CD, LP дигитален формат - Компания: Island                               | 19                  | 54                                                                                | 49                 | 169                | —                  | —                  | —                  | 97                 | 59                 | 61                 |               |              |    |    |                           |                           |
| Dirt Femme     | - Издаден: 14 октомври 2022 г. - Формат: CD, LP, дигитално сваляне, стрийминг - Компания: Pretty Swede, Mtheory | 11                  | —                                                                                 | —                  | —                  | —                  | —                  | —                  | 59                 | —                  | 153                |               |              |    |    |                           |                           |

### Миниалбуми / ЕP-та
| Албум                                                                                       | Позиция в класация | Позиция в класация | Позиция в класация | Позиция в класация | Позиция в класация | Позиция в класация | Позиция в класация | Позиция в класация | Позиция в класация | Позиция в класация | Продажби |
| Албум                                                                                       |                    |                    |                    |                    |                    |                    |                    | [ 1 ]              |                    |                    | Продажби |
| ------------------------------------------------------------------------------------------- | ------------------ | ------------------ | ------------------ | ------------------ | ------------------ | ------------------ | ------------------ | ------------------ | ------------------ | ------------------ | -------- |
| Truth Serum - Издаден: 3 март 2014 - Формат: CD, LP, дигитален формат - Компания: Universal | 13                 | 99                 | —                  | —                  | —                  | —                  | —                  | —                  | —                  | —                  |          |

## Сингли
| Година | Заглавие                                             | Позиция в класация | Позиция в класация                                                           | Позиция в класация | Позиция в класация | Позиция в класация | Позиция в класация | Позиция в класация | Позиция в класация | Позиция в класация | Позиция в класация | Сертификации                                             | Албум          |   |   | |                     |
| ------ | ---------------------------------------------------- | ------------------ | ---------------------------------------------------------------------------- | ------------------ | ------------------ | ------------------ | ------------------ | ------------------ | ------------------ | ------------------ | ------------------ | -------------------------------------------------------- | -------------- | - | - | --- | ------------------- |
| Година | Заглавие                                             | 2013               | „Habits (Stay High)“ (соло или ремикс версия с участието на Hippie Sabotage) | 13                 | 3                  | 3                  | 2                  | 14                 | —                  | 3                  | 13                 | Сертификации                                             | Албум          | 6 | 3 | - : 3 пъти платинен - : 5 пъти платинен - : Платинен - : 2 пъти платинен - : Златен - : 2 пъти платинен - : Златен - : Платинен - : Платинен - : Платинен | Queen of the Clouds |
| 2015   | „Talking Body“                                       | 16                 | 95                                                                           | 14                 | —                  | 100                | —                  | —                  | 71                 | 17                 | 12                 | - : 2 пъти платинен - : Сребърен - : Златен              |                |   |   | | Queen of the Clouds |
| 2015   | „Moments“                                            | —                  | —                                                                            | —                  | —                  | —                  | —                  | —                  | —                  | —                  | —                  |                                                          |                |   |   | | Queen of the Clouds |
| 2016   | „Cool Girl“                                          | 15                 | 30                                                                           | 42                 | 145                | 43                 | 49                 | 15                 | 79                 | 49                 | 84                 | - : Платинен - : Златен - : Златен - : Златен - : Златен | Lady Wood      |   |   | |                     |
| 2016   | „True Disaster“                                      | 56                 | —                                                                            | —                  | 93                 | —                  | —                  | —                  | —                  | —                  | —                  |                                                          | Lady Wood      |   |   | |                     |
| 2017   | Disco Tits                                           | 55                 | —                                                                            | —                  | —                  | —                  | —                  | —                  | —                  | —                  | —                  |                                                          | Blue Lips      |   |   | |                     |
| 2019   | Glad He's Gone                                       | 38                 | —                                                                            | —                  | —                  | —                  | —                  | —                  | —                  | —                  | —                  |                                                          | Sunshine Kitty |   |   | |                     |
| 2019   | Really Don't Like U (с участието на Кайли)           | —                  | —                                                                            | —                  | —                  | —                  | —                  | —                  | —                  | —                  | —                  |                                                          | Sunshine Kitty |   |   | |                     |
| 2019   | Sweettalk My Heart                                   | 48                 | —                                                                            | —                  | —                  | —                  | —                  | —                  | —                  | —                  | —                  |                                                          | Sunshine Kitty |   |   | |                     |
| 2020   | Bikini Porn                                          | 76                 | —                                                                            | —                  | —                  | —                  | —                  | —                  | —                  | —                  | —                  |                                                          | Sunshine Kitty |   |   | |                     |
| 2022   | "How Long"                                           | 92                 | —                                                                            | —                  | —                  | —                  | —                  | —                  | —                  | —                  | —                  |                                                          | Dirt Femme     |   |   | |                     |
| 2022   | "No One Dies from Love"                              | 26                 | —                                                                            | —                  | —                  | —                  | —                  | —                  | —                  | —                  | —                  |                                                          | Dirt Femme     |   |   | |                     |
| 2022   | "2 Die 4"                                            | 19                 | —                                                                            | —                  | —                  | —                  | —                  | —                  | —                  | —                  | —                  |                                                          | Dirt Femme     |   |   | |                     |
| 2022   | "Grapefruit"                                         | 33                 | —                                                                            | —                  | —                  | —                  | —                  | —                  | —                  | —                  | —                  |                                                          | Dirt Femme     |   |   | |                     |
| 2023   | "Borderline"                                         | 73                 | —                                                                            | —                  | —                  | —                  | —                  | —                  | —                  | —                  | —                  |                                                          | Dirt Femme     |   |   | |                     |
| 2023   | "I Like U"                                           | —                  | —                                                                            | —                  | —                  | —                  | —                  | —                  | —                  | —                  | —                  |                                                          | Dirt Femme     |   |   | |                     |
| 2024   | "Love Bites" (колаборация с Нели Фуртадо и SG Lewis) | —                  | —                                                                            | —                  | —                  | —                  | —                  | —                  | —                  | —                  | —                  |                                                          |                |   |   | |                     |
| 2024   | "Heat" (колаборация с SG Lewis)                      | 86                 | —                                                                            | —                  | —                  | —                  | —                  | —                  | —                  | —                  | —                  |                                                          | Heat           |   |   | |                     |
| 2024   | "My Oh My" (колаборация с Кайли и Биби Рекса)        | —                  | —                                                                            | —                  | —                  | —                  | —                  | —                  | —                  | 63                 | —                  |                                                          |                |   |   | |                     |

### Сингли като партниращ си артист
| Година | Заглавие                                                                     | Позиция в класация | Позиция в класация | Позиция в класация | Позиция в класация | Позиция в класация | Позиция в класация | Позиция в класация | Позиция в класация | Позиция в класация | Позиция в класация | Сертификати                                                                                 |
| Година | Заглавие                                                                     |                    |                    |                    |                    |                    |                    |                    | [ 1 ]              |                    |                    | Сертификати                                                                                 |
| ------ | ---------------------------------------------------------------------------- | ------------------ | ------------------ | ------------------ | ------------------ | ------------------ | ------------------ | ------------------ | ------------------ | ------------------ | ------------------ | ------------------------------------------------------------------------------------------- |
| 2013   | „Run On Love“ (песен на Люкас Норд, с участието на Тов Ло)                   | —                  | —                  | —                  | —                  | —                  | —                  | —                  | —                  | —                  | —                  |                                                                                             |
| 2013   | „Strangers“ (песен на Севън Лайънс и Маиън и Шейн 54, с участието на Тов Ло) | —                  | —                  | —                  | —                  | —                  | —                  | —                  | —                  | —                  | —                  |                                                                                             |
| 2014   | „Heroes (We Could Be)“ (песен на Алессо, с участието на Тов Ло)              | 5                  | 11                 | 51                 | 44                 | 71                 | 35                 | 15                 | 47                 | 6                  | 31                 | - : 2 пъти платинен - : Платинен - : Златен - : Платинен - : Златен - : Платинен - : Златен |
| 2015   | „Come Back to Me“ (песен на Ърбън Кон, с участието на Тов Ло)                | —                  | —                  | —                  | —                  | —                  | —                  | —                  | —                  | —                  | —                  |                                                                                             |
| 2016   | „Desire“ (песен на Иърс & Иърс, с участието на Тов Ло)                       | 78                 | —                  | —                  | —                  | —                  | —                  | —                  | —                  | 27                 | —                  |                                                                                             |
| 2016   | „Close“ (песен на Ник Джонас, с участието на Тов Ло)                         | 41                 | 37                 | 12                 | 165                | 61                 | 75                 | 11                 | 39                 | 25                 | 14                 | - : Платинен - : Платинен - : Сребърен - : Платинен                                         |
| 2016   | „Say It“ (песен на Флюм, с участието на Тов Ло)                              | —                  | 5                  | 61                 | 154                | —                  | —                  | 4                  | —                  | 69                 | 60                 | - : Златен - : Сребърен - : 3 пъти платинен - : Златен - : Платинен                         |

### Промоционални сингли
| Година | Заглавие       | Позиция в класация | Позиция в класация | Позиция в класация | Позиция в класация | Позиция в класация | Позиция в класация | Позиция в класация | Позиция в класация | Позиция в класация | Позиция в класация | Албум                 |   |   |                     |
| ------ | -------------- | ------------------ | ------------------ | ------------------ | ------------------ | ------------------ | ------------------ | ------------------ | ------------------ | ------------------ | ------------------ | --------------------- | - | - | ------------------- |
| Година | Заглавие       | 2012               | „Love Ballad“      | —                  | —                  | —                  | —                  | —                  | —                  | —                  | —                  | Албум                 | — | — | Queen of the Clouds |
| 2013   | „Out of Mind“  | —                  | —                  | —                  | —                  | —                  | —                  | —                  | —                  | —                  | —                  |                       |   |   | Queen of the Clouds |
| 2014   | „Not On Drugs“ | —                  | —                  | —                  | —                  | —                  | —                  | —                  | —                  | —                  | —                  |                       |   |   | Queen of the Clouds |
| 2015   | „Timebomb“     | —                  | —                  | —                  | —                  | —                  | —                  | —                  | —                  | —                  | —                  |                       |   |   | Queen of the Clouds |
| 2016   | „Scars“        | —                  | —                  | —                  | —                  | —                  | —                  | —                  | —                  | —                  | —                  | Allegiant – саундтрак |   |   |                     |